# Salins-les-Thermes
Salins-les-Thermes is een Franse plaats en voormalige gemeente in het departement Savoie in de regio Auvergne-Rhône-Alpes en telt 944 inwoners (1999). De plaats maakt deel uit van het arrondissement Albertville.

## Geschiedenis
De gemeente fuseerde op 1 januari 2016 met Fontaine-le-Puits tot de commune nouvelle Salins-Fontaine, waarvan Salins-les-Thermes de hoofdplaats werd.

## Geografie
De oppervlakte van Salins-les-Thermes bedraagt 4,2 km², de bevolkingsdichtheid is 224,8 inwoners per km².
De onderstaande kaart toont de ligging van Salins-les-Thermes met de belangrijkste infrastructuur en aangrenzende gemeenten.

## Demografie
Onderstaande figuur toont het verloop van het inwonertal.